# Papa, je suis une zombie
Papa, je suis une zombie ou Dixie et la maison hantée (Papá, soy una Zombi) est un long métrage d'animation espagnol réalisé par Ricardo Ramón et Joan Espinach, sorti en 2011.

## Fiche technique
- Titre : Papa, je suis une zombie / Dixie et la maison hantée
- Titre original : Papá, Soy una Zombi
- Réalisation : Ricardo Ramón et Joan Espinach
- Scénario : Paula Ribo, Núria Trifol, Ivan Labanda, Luis Posada, Roser Batalla et Clara Schwarze
- Musique originale : Manel Gil-Inglada
- Sociétés de production :
- Pays :  Espagne
- Langue : espagnol
- Dates de sortie :
  - Espagne : 25 novembre 2011

## Distribution
- Paula Ribó : Dixie Malasombra
- Núria Trifol : Isis, Julia
- Ivan Labanda : Gonner
- Luis Posada : Ricardo Malasombra, Vitriol
- Roser Batalla : Nigreda / Sofía Malasombra
- Clara Schwarze : Brianna, Lilianna
- Elisabeth Bergalló : Piroska
- Albert Mieza : Fizcko
- Manuel Osto : History Professor
- Francesc Belda : Thorko